# Canon
Корпорація Ке́нон (англ. Canon Inc., яп. キヤノン株式会社 [Кянон кабусікі гайся]), головний офіс якої розташований в Токіо (Японія), — один зі світових лідерів в області створення цифрового обладнання для користувачів як для офісів так і для домашніх потреб. З часу створення в 1937 р. компанія Canon зайняла впевнені позиції в сферах фото-, відеотехніки та інформаційних технологій. В наш час[коли?] освоює високоперспективний сектор ІТ, пропонуючи цінні комерційні рішення.

## Історія

### Витоки
Компанія веде свою історію з 1933 року з оптичної лабораторії, яка займала одну кімнату на 3-му поверсі будівлі Такікавая (Takekawaya Building) в Токіо. Лабораторія була відкрита спільно двома молодими людьми: Есіда Горо, і його зятем Утіда Сабуро. Її завданням було виробництво висококласних фотоапаратів, не гірших від німецьких моделей, які були на той момент найдовершенішими. Хлопці зайнялися дослідженням механізмів існуючих камер. Спонсорував ці дослідження Мітараї Такесі близький друг Утіди, який згодом став президентом компанії.

### Перший продукт
У 1934, їм вдалося створити першу японську 35-мм камеру з рамкою затвора. Будучи людиною віруючою, Есіда назвав камеру «Кванон» (観音) на честь буддійської бодхісаттви милосердя Каннон (観音菩薩). У червневий номер журналу «Asahi Camera», був поміщений анонс про фотоапарати Kwanon.

### Торгова марка
Рік потому, 26 червня 1935 року, Утіда зареєстрував торгову марку і логотип «Canon». На відміну від релігійного Есіди він хотів надати камерам звучнішу і сучаснішу назву. Серед значень англійського слова Canon — канон, стандард, і назву можна розуміти, як стандарт, до якого прагне компанія, створюючи свої продукти.

### Комерційне виробництво
Трохи пізніше, в жовтневому і грудневому номерах «Asahi Camera» була опублікована реклама фотоапарата Hansa Canon. Оскільки у самої лабораторії ще не було широко відомого імені, ексклюзивні права на продаж були передані компанії Omiya Shashin Yohin Co., Ltd. і в назві фотоапарата з'явилася приставка Hansa — торгова марка цієї компанії. Фотоапарат коштував 275 єн, що було майже удвічі менше вартості фотокамер Leica. Лабораторія найняла більше співробітників, переїхала в іншу будівлю, почала будівництво власного заводу і була перейменована в 1936 році в Japan Precision Optical Instruments Laboratory, Co., Ltd.

### Акціонування
За місяць лабораторія виробляла тільки 10 фотоапаратів, іноді за тиждень вдавалося зробити тільки один. Для розширення виробництва потрібні були засоби і було вирішено привернути інвесторів, шляхом акціонування компанії. 10 серпня 1937 року була заснована корпорація Precision Optical Industry, Co., Ltd. з статутним капіталом в 1 мільйон єн. З 1939 року Canon почала використовувати власну оптику у обладнанні.

### Після війни

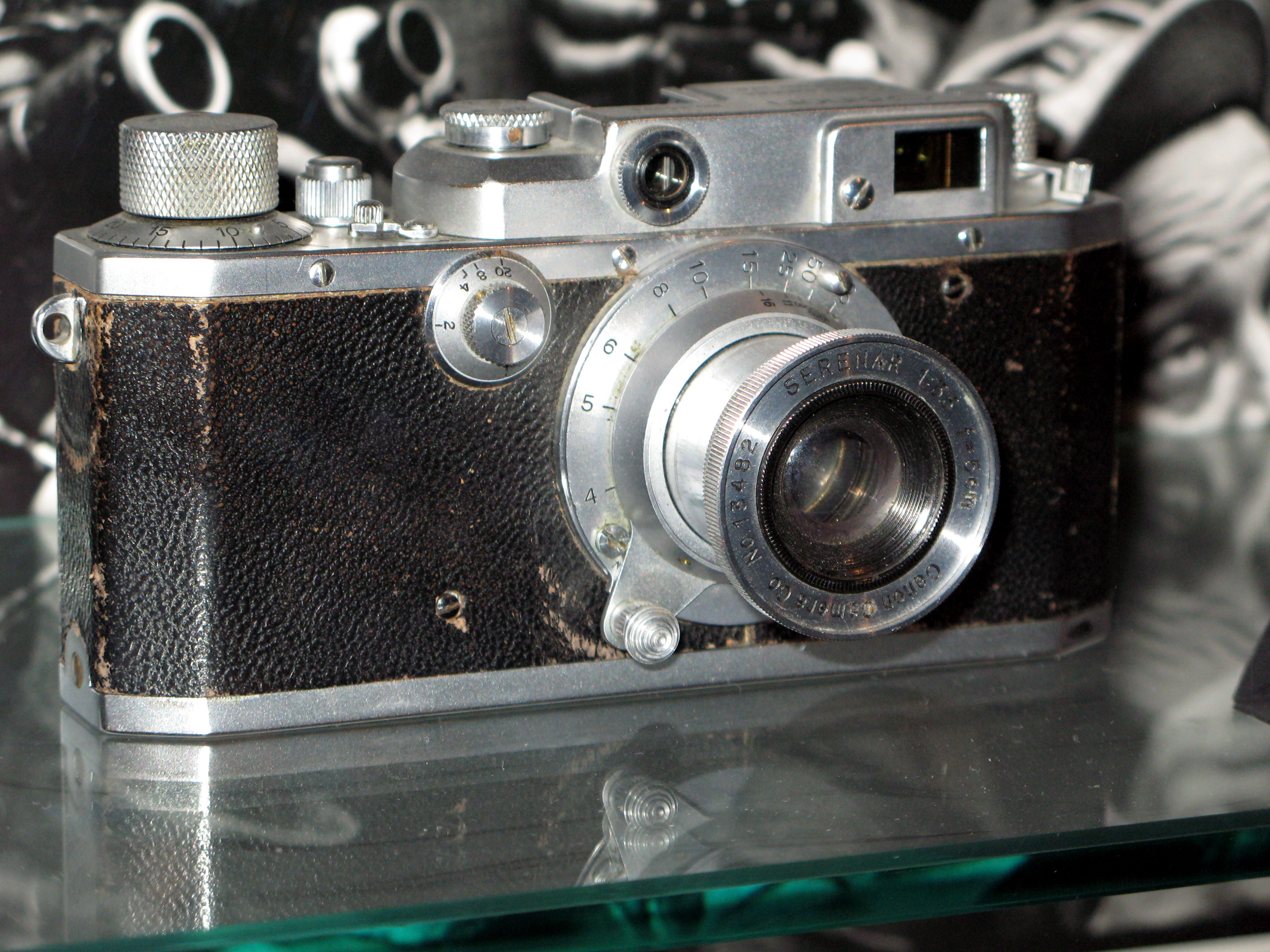
Фотоапарат Canon IIB

Війна внесла до розвитку компанії свої негативні корективи, проте 1 жовтня 1945 року корпорація знов взялася за роботу, випустивши в 1946 році фотоапарат Canon SII, який з ажіотажем розкуповувався офіцерами окупаційних військ. Щоб ім'я компанії у світі асоціювалося з назвою камер, корпорацію перейменували в Canon Camera Co. Inc. Продукти компанії почали продаватися на експорт і брати участь у виставках, так в 1949 році на виставці в Сан-Франциско (США) фотоапарат Canon IIB отримав перший приз.

### Розширення сфери діяльності
Корпорація не стала обмежуватися лідерством у виробництві фотокамер і в 1956 році випустила кінокамеру Canon Cine 8T і в 1958 році кінопроєктор Canon Projector P-8. Укріплюючи свої позиції у фотоіндустрії, корпорація паралельно розвивала інші напрями і дилерську мережу. До 1970 року корпорація мала своє представництво в Європі, Латинській Америці, США, Тайвані, декілька дочірніх компаній і освоїла ринок фото- кінопродукції, персональних калькуляторів і копіювальної техніки.

### Зміцнення позицій
Технічна галузь нестримно розвивалася і у всіх її областях присутній на передових позиціях Canon. У 1974 році винайдені пристрої для комунікації, в 1975 — розроблений лазерний принтер, який став основою для принтерів фірм Apple і Hewlett-Packard. У 1981 році розроблена технологія струменевого друку Bubble Jet. У 1999 році Canon вибрали для створення лінз до телескопу SUBARU на Гавайях.

## Сучасний ринок
На сьогоднішній день, група Canon об'єднує 198 компаній по всьому світу, сукупний товарообіг яких перевищує 29 млрд доларів. у рік. Найбільша частина продажів припадає на два провідних сегменти продукції Canon: принтери і (34,1%) і копіювальні апарати (33,2%). На телекомунікаційне устаткування приходиться 3,9%, фото- і відеокамери 20,4%, а на оптику 5,1% від загального обсягу реалізації. У провідному асортименті продукції Canon, яку відрізняє висока якість, використовуються новітні технології, що відповідають сучасним потребам користувачів. Фірма Canon перша у світі, подолала «психологічний» бар'єр ціни цифрової дзеркальної любительської фотокамери, знизивши його нижче за рівень $1000 (модель Canon EOS 300D).
У 2018 році стало відомо, що в корпорації Canon планують купити відомого розробника в області систем відеоаналітики-компанію BriefCam з Ізраїлю, яка стане третьою в ряду виробників, що спеціалізуються на відеоспостереженні.

## Canon в Україні
Головний офіс Canon North-East знаходиться у Фінляндії (Гельсінкі). Canon North-East займається маркетингом і продажем продукції Canon в країнах СНД і Балтії. У 1998 році було відкрито представництво у Києві. У 2007 Canon в особі Представництва Кенон Норт-Іст Ой вступила до Асоціації підприємств інформаційних технологій України[джерело?].
У січні 2013 року було створено компанію ТОВ «Кенон Україна», яка є представником Canon Inc[джерело?].

## Сервісне обслуговування
Крім того, що компанія стежить за якістю продукції, що випускається, вона вважає підтримку користувачів і сервісне обслуговування не менш важливим чинником для покупців.